# Енергетична бідність і гендер
Енергетична бідність тісно пов'язана із гендером і має різний вплив на жінок і чоловіків.
Енергетична бідність визначається як відсутність доступу до доступної сталих енергетичних послуг. Географічно вона розподілений нерівномірно в країнах, що розвиваються, і в розвинених країнах. У 2019 році приблизно 770 мільйонів людей не мають доступу до електроенергії, причому приблизно 95 % з них в Азії та Африці на південь від Сахари.
У країнах, що розвиваються, бідні жінки та дівчата, які живуть у сільській місцевості, значною мірою страждають від енергетичної бідності, оскільки вони зазвичай відповідають за забезпечення домогосподарств первинною енергією. У розвинутих країнах літні жінки, які живуть самотньо, переважно страждають від енергетичної бідності через низький дохід і високу вартість енергетичних послуг.
Попри те, що доступ до енергії є важливим інструментом адаптації до зміни клімату, особливо для підтримки здоров'я (тобто доступ до кондиціонерів, інформації тощо), систематичний огляд, опублікований у 2019 році, виявив, що дослідження не враховують ці наслідки для вразливих груп населення, зокрема жінок.

## Країни, що розвиваються

### Домашні обов'язки
У країнах, що розвиваються, енергетична бідність має значні гендерні характеристики. Приблизно 70 % з 1,3 мільярда населення країн, що розвиваються, які живуть у злиднях, становлять жінки. Жінки, які живуть у сільській місцевості, зазвичай відповідають за роботу по дому, включно зі збором палива та води, приготування їжі, сільське господарство тощо. Дослідження, проведені в Індії, показують, що сільські жінки забезпечують приблизно 92 % загального обсягу енергоресурсів домогосподарства, а 85 % енергії для приготування їжі забезпечуються біомасою з лісів або полів.

### Вплив споживання енергії на здоров'я
Енергетична бідність у сільських домогосподарствах спричиняє проблеми зі здоров'ям жінок і дітей. Одна з проблем зі здоров'ям спричинена забрудненням повітря в приміщенні традиційними печами. Дослідження показало, що приготування їжі з використанням біомаси призведе до 1,5 млн смертей на рік до 2030 року. Інші ризики для здоров'я викликані великим навантаженням зі збору палива та недоїданням. Дефіцит палива зменшує ймовірність використання палива для води, що може збільшити ризик захворювань, що передаються через воду.
Також живлення медичного обладнання та стільців, зберігання крові та вакцин, виконання основних оздоровчих процедур у темний час доби — все це можливо за умови надійного енергопостачання. Ненадійне енергопостачання заважає догляду за пацієнтами вночі, особливо вагітним жінкам під час пологів і тим, хто піддається екстреному кесаревому розтину вночі. Усе це призводить до 95 % материнської смертності в Африці на південь від Сахари.

### Бідність часу
Енергетична бідність також впливає на жінок, ставлячи їх у ситуацію «бідності часу», що означає брак часу на відпочинок, дозвілля, прогулянки на вулиці, здобування освіти тощо. Це є наслідком витрати тривалого часу на збір палива для забезпечення домашнього використання енергії. Деградація лісів, спричинена зміною клімату, може збільшувати поточну проблему.

### Участь у прийнятті рішень
Крім того, енергетична бідність та гендерні ознаки проявляються у сфері прийняття рішень та участі в домогосподарстві. Дослідження показали, що в сільській місцевості в країнах, що розвиваються, чоловіки зазвичай мають більше повноважень у прийнятті рішень щодо придбання енергетичних пристроїв або нових технологій. Це пояснюється тим, що чоловіки та жінки мають різне уявлення про енергетичні потреби. Відсторонення жінок від участі в публічному обговоренні та процесі прийняття рішень може призвести до невдачі у врегулюванні наслідків енергетичної бідності для жінок.

## Енергетична бідність й освіта
Енергетична бідність впливає на викладання та навчання. Відсутність доступу до енергії знижує успішність дітей та відвідування школи, особливо дівчатками. Діти змушені витрачати надзвичайно багато часу на збір енергії з біомаси. Енергетична бідність збільшує гендерну нерівність у співвідношенні хлопчиків і дівчаток у школі, а також збільшує рівень неписьменності серед жінок.
Приклади
У країнах Африки на південь від Сахари енергетична бідність є особливо складною через високу вартість розширення електромережі в розрізнених сільських поселеннях. Наприклад, у Танзанії енергетична бідність впливає на засоби до існування більшості — лише 15,5 % населення має доступ до електроенергії. Відсутність електроенергії призводить до відсутності ефективних енергетичних послуг, таких як приготування їжі, освітлення тощо. Отже, базові можливості для розвитку, такі як освіта, охорона здоров'я, транспорт тощо. З огляду на енергетичну бідність, тягар постачання енергії в домогосподарствах непропорційно лежить на жінках, ніж на чоловіках. Так, у Танзанії досліджується вплив орієнтованого на жінок проєкту соціального підприємства сонячного освітлення на здоров'я, освіту, засоби до існування та гендерну рівність. Результати показують, що підвищення доступності енергетичних послуг для жінок може сприяти розширенню прав і можливостей жінок, дітей і розвитку місцевих сімей.

## У розвинених країнах
У розвинених країнах самотні та старі жінки непропорційно страждають від енергетичної бідності. Жінок, які живуть самотньо, більше, ніж чоловіків, через їхню відносно більшу тривалість життя. Ці старші жінки зазвичай мають меншу пенсію, щоб прогодувати себе, тому що вони працювали переважно вдома. Зростання вартості енергії впливає на доступність послуг опалення та охолодження вдома. Дані Управління національної статистики Великої Британії вказують на те, що жінки мають вищий рівень надлишкової смертності взимку, ніж чоловіки, і спостерігається збільшення цієї сметрності з 8,2 % до 12,4 % між 2013 і 2012 роками серед жінок віком до 65 років. Крім того, зростання цін на енергоносії, відносно низький рівень доходів та енергоефективності будинків сприяють енергетичній бідності в розвинених країнах.

### Компоненти
У розвинутих країнах існують гендерні розриви на енергетичному ринку праці, освіті, пов'язаній з енергетикою, і процесі прийняття рішень. У Європейському Союзі в енергетичному секторі домінують чоловіки, їхня частка становить 77,9 %. Дослідження показують, що недостатнє представництво пояснюється такими причинами: відсутність необхідних навичок через розрив в енергетичній освіті, стереотипне сприйняття енергетичних секторів чоловічої сфери та відсутність можливостей для жінок, які працюють в енергетичних секторах. Гендерна енергетична освіта пов'язана з традиційними образами «жіночих» або «чоловічих» предметів, а також із відсутністю наставницьких програм, які залучають студенток до вивчення наукових предметів, таких як енергетика. Жінки також недостатньо представлені в процесі прийняття рішень в енергетичних секціях у розвинених країнах. Дослідження, проведене в Німеччині, Швеції та Іспанії, показує, що в 295 енергетичних компаніях, які досліджували у 2010 році, не було жодної жінки, яка працювала в керівній групі або була членом правління. Подібна ситуація спостерігається в державному енергетичному секторі, де 82,7 % керівних посад займають чоловіки, хоча в країнах Північної Європи ситуація краща, ніж у країнах Середземномор'я. Такі гендерні розриви сприяють «гендерній сліпоті» в енергетичній політиці розвинутих країн.

### Приклади
Кейтлін Робінсон (2019) провела дослідження щодо статі та бідності в Англії. За допомогою соціально-просторового аналізу вона стверджувала, що енергетична бідність може збільшити гендерну вразливість. Розглядаються п'ять аспектів гендерної соціально-просторової енергетичної вразливості, серед яких:
- Виключення з продуктивної економіки.
- Неоплачувані репродуктивні, доглядові чи домашні ролі.
- Справлятися та допомагати іншим справлятися.
- Схильність до фізіологічного та психічного впливу.
- Відсутність соціального захисту протягом життя.

Результати показали, що енергетична бідність пов'язана з економічною та соціальною діяльністю і здоров'ям, але більш складні ефекти енергетичної вразливості та статі слід аналізувати на рівні домогосподарства, оскільки це відносно індивідуально.

## Шляхи вирішення проблеми
Деякі дослідження показують, що інвестиції в енергетичні технології з низьким рівнем викидів можуть збільшити доступність сучасних енергетичних послуг, що принесе користь жінкам, які живуть в енергетичній бідності. Вважається, що технології з низьким рівнем викидів можуть звільнити бідних жінок від збору палива та важкої праці, захистити їх від забруднення повітря, спричиненого спалюванням біомаси, і дати їм час для навчання та участі в громадських дискусіях тощо.
Інші дослідження стверджують, що лише технологічного підходу недостатньо, і пропонують залучати місцевих жінок до процесу прийняття рішень у відповідних місцевих енергетичних програмах.
Pueyo & Maestre (2019) далі вивчали, чи відрізняються переваги чоловіків і жінок від електрифікації. Результати показують, що електрифікація надає жінкам доступ до оплачуваної роботи, але не настільки, як чоловікам. Жінки все ще мають відносно нижчу якість роботи після електрифікації. Пропонується, щоб політика, спрямована на впровадження гендерного підходу, враховувала як наявну домашню роботу жінок, так і їх доступ до прибуткової діяльності, що, отже, надає їм можливості для довгострокового розвитку.